# Pogonioefferia mortensoni
Pogonioefferia mortensoni là một loài ruồi trong họ Asilidae. Pogonioefferia mortensoni được Wilcox miêu tả năm 1966. Loài này phân bố ở vùng Tân Bắc giới.